# 24529 Urbach
24529 Urbach este un asteroid din centura principală de asteroizi.

## Descriere
24529 Urbach este un asteroid din centura principală de asteroizi. A fost descoperit pe 2 februarie 2001 la Socorro, New Mexico, în cadrul proiectului LINEAR. Asteroidul prezintă o orbită caracterizată de o semiaxă mare de 2,32 ua, o excentricitate de 0,10 și o înclinație de 6,3° în raport cu ecliptica.